# Szlopali szlopki
Szlopali szlopki (ros. Шлёпали шлёпки) – drugi album studyjny ukraińskiej piosenkarki Oli Polakowej, wydany 27 stycznia 2017 nakładem wytwórni Best Music.

## Single
Album promowany był przez dziewięć singli:
- „#Szlopki” – został wydany cyfrowo 22 maja 2013. Do utworu powstał teledysk, który miał swoją premierę 21 maja 2013 w serwisie YouTube[2];
- „Russian Style” – został wydany cyfrowo 28 maja 2013. Do utworu powstał teledysk, który miał swoją premierę 21 grudnia 2012 w serwisie YouTube[3]. Powstała również anglojęzyczna wersja utworu wraz z klipem[4];
- „Luli” – został wydany cyfrowo 16 grudnia 2013. Do utworu powstał teledysk, który miał swoją premierę 23 października 2013 w serwisie YouTube[5];
- „Astalawista” – został wydany cyfrowo 1 stycznia 2014;
- „Broszennyj kotionia” – został wydany cyfrowo 1 maja 2014. Do utworu powstał teledysk, który miał swoją premierę 3 czerwca 2014 w serwisie YouTube[6];
- „Lubow-morkow” – został wydany cyfrowo 13 marca 2015. Do utworu powstał teledysk, który miał swoją premierę 29 kwietnia 2015 w serwisie YouTube[7];
- „Pierwoje lieto bez niego” – został wydany cyfrowo 29 lipca 2015. Do utworu powstał teledysk, który miał swoją premierę 23 września 2015 w serwisie YouTube[8];
- „O Boże, kak bolno” – został wydany cyfrowo 12 kwietnia 2016. Do utworu powstał teledysk, który miał swoją premierę 19 maja 2016 w serwisie YouTube[9];
- „#Pławoczki” – został wydany cyfrowo 10 sierpnia 2016.

## Lista utworów
Sporządzono na podstawie materiału źródłowego.
| Szlopali szlopki | Szlopali szlopki           | Szlopali szlopki                 | Szlopali szlopki                                                | Szlopali szlopki |
| Nr               | Tytuł utworu               | Muzyka                           | Tekst                                                           | Długość          |
| ---------------- | -------------------------- | -------------------------------- | --------------------------------------------------------------- | ---------------- |
| 1.               | „Polakowa Style”           | Gennadii Krupnik                 | Aleksandr Wojewuckij, A. Kosmos                                 | 3:11             |
| 2.               | „#Szlopki”                 | Witalij Taran                    | Witalij Taran, Aleksandr Wratariew                              | 3:35             |
| 3.               | „Pławoczki”                | Mirosław Kuwaldin                | Witalij Taran, Mirosław Kuwaldin                                | 3:32             |
| 4.               | „Luli”                     | Switłana Kupiemina               | Inna Rachmanina                                                 | 3:35             |
| 5.               | „Lubow-markow”             | Switłana Kupiemina               | Natalija Kasimczewa                                             | 3:12             |
| 6.               | „O Boże, kak bolno”        | Natalia Jarmolenko               | Natalia Jarmolenko, Mirosław Kuwaldin                           | 3:13             |
| 7.               | „Pierwoje lieto bez niego” | Ola Polakowa, Mirosław Kuwaldin  | Michaił Jasinskij, Ola Polakowa, Omar Chajam, Mirosław Kuwaldin | 3:36             |
| 8.               | „Szarik”                   | Lubasza                          | Lubasza                                                         | 3:04             |
| 9.               | „Malczikam eto nrawistia”  | Switłana Krawczuk                | Switłana Krawczuk                                               | 3:32             |
| 10.              | „Mama kazała”              | Mirosław Kuwaldin                | Mirosław Kuwaldin                                               | 3:05             |
| 11.              | „Love Is”                  | Wasilij Tkacz, Mirosław Kuwaldin | Mirosław Kuwaldin                                               | 3:39             |
| 12.              | „Broszennyj kotionia”      | Rusłan Kwinta                    | Michaił Jasinskij                                               | 3:02             |
| 13.              | „Astalawista”              | Mirosław Kuwaldin                | Mirosław Kuwaldin, Michaił Jasinskij                            | 3:29             |
|                  |                            |                                  |                                                                 | 43:45            |